# Дом (мультфильм)
«Дом» (англ. Home; также имел рабочее название «Happy Smekday!» (с англ. — «Счастливого Дня Смека!»)) — американский компьютерный анимационный фильм киностудии DreamWorks Animation, снятый по мотивам детской книги Адама Рекса The True Meaning of Smekday. Режиссёром мультфильма является Тим Джонсон. Авторы сценария — Том Дж. Эстл и Мэтт Эмбер. Главных героев озвучили Джим Парсонс, Рианна, Стив Мартин и Дженнифер Лопес.
Теглайн мультфильма: «Контакт неизбежен».
Мировая премьера мультфильма состоялась 7 марта 2015 года. Премьера в России состоялась 19 марта 2015 года.

## Сюжет
Инопланетная раса бувов во главе с капитаном Смеком захватывает Землю, чтобы укрыться от своих смертельных врагов-горгов и обрести новый дом. Руководствуясь благими намерениями, бувы начинают переселять расу людей, но одной находчивой девочке по имени Дар (полное имя Благодарность Туччи) удаётся сбежать. В бегах она встречается с изгнанным бувом по имени О.
До их встречи, обосновавшись на новом месте, О решил пригласить всех на «бувоселье», но по неаккуратности отправил приглашение всем во Вселенной. Значит, бувам и всей планете угрожает смертельная опасность, ведь горги тоже получат приглашение. Бувы решили арестовать «преступника», и бедному О приходится скрываться от своих братьев. В это время Дар тоже разыскивают — ведь она единственный человек, который остался в городе бувов и который не был отправлен в Австралию, куда бувы переселили людей.
Дар скрывается от бувов вместе со своим котом Хрюней. Они решают спрятаться в небольшом магазине MOPO. Туда же, убегая от ареста, забрел беглый був О. Встретившись с ним, Дар запирает его в холодильнике. Он просит выпустить его, сказав, что он безобидный. Она спрашивает, как бувы могут быть безобидными, если они забрали её маму по имени Люси Туччи. О обещает помочь найти её и чинит машину Дар, сделав её летающей (также он дал ей название «Фруктолёт»).
По пути в Австралию у О и Дар начинается дружба. Они многократно ссорятся и мирится, но дружеские отношения крепнут.
Летя на «Фруктолёте», Дар и О видят, как бувы спешно эвакуируются с Земли, затем на Землю спускаются беспилотники горгов. Подбив один беспилотник, они забирают суперчип и вставляют в свою машину, так как в ней уже не осталось топлива.
Дар и О всё таки добираются до Австралии и девочка начинает искать Люси. Эвакуация подходит к концу, и О предлагает Дар полететь с ним. Она отказывается, говоря, что ей нужно найти маму, и обвиняет его во вранье, ведь он обещал помочь ей, а теперь уходит. Девочка убегает, а був садится в корабль. На главном корабле бувов О объясняет всем, что «земнолюдные» не такие, как говорил им капитан Смек. О провозглашают новым капитаном бувов.
Дар, не найдя Люси, начинает плакать, но вдруг слышит знакомый голос — это вернулся О, чтобы загладить свою вину. Благодаря его «бувскому» устройству они находят Люси по GPS. Дар и её мама наконец-то встречают друг друга, а О разбирается с горгом. Забрав то, что нужно, горг улетает, а О остаётся жить на Земле вместе с Дар и Люси.
Проходит две недели. Все «бувские» последствия на Земле устранены. Всех землян возвращают жить обратно в их страны, а бувы остаются жить на Земле вместе с людьми. Правда большая часть инопланетян обосновалась на Луне, а бывший капитан Смек стал диджеем. О решил устроить вечеринку в квартире Дар и Люси, и пригласить гостей. Под вечер в их квартире собираются несколько людей и бувов, а дальше они все начинают танцевать под песню «Dancing in The Dark». Люси фотографирует счастливых О, Дар и кота Хрюню; на этом моменте мультфильм заканчивается.

## В ролях
- Джим Парсонс — О из расы бувов[3]
- Рианна — Благодарность (Дар) Туччи, земная девушка-подросток
- Дженнифер Лопес — Люси Туччи, мать Дар[3]
- Стив Мартин — Капитан Смек, лидер расы бувов[3]
- Мэтт Джонс — Кайл, офицер полиции из расы бувов

## Производство
В 2008 году DreamWorks Animation получила права на адаптацию книги. В своем блоге Адам Рекс сообщил, что DreamWorks объявила о возможности адаптации в 2011 году. 20 июня 2012 года было объявлено, что название фильма будет  Happy Smekday!, Джим Парсонс и Рианна озвучат главные роли, а фильм будет выпущен в четвёртом квартале 2014 года. В сентябре 2012 года 20th Century Fox и DreamWorks Animation назначили премьеру на 26 ноября 2014 года. В июне 2013 года фильм был переименован в Дом (Home). 3 октября 2013 года было объявлено об участии в фильме Дженнифер Лопес и Стива Мартина. 20 мая 2014 года DreamWorks объявила, что меняет местами даты выхода мультфильмов «Дом» и «Пингвины Мадагаскара», тем самым перенося премьеру «Дома» на 20 марта 2015 года.

## Альбом
Кроме своего участия в фильме, Рианна создала альбом для фильма (так же названный Дом), выпущенный 24 марта 2015 года, состоящий из 8 песен.. Альбом открывает сингл Рианны «Towards the Sun», чья премьера прошла на BBC Radio 1 24 февраля 2015 года и стала доступна для скачивания в тот же день через iTunes Store. Он был отправлен на ротацию на contemporary hit radio в США в 17 марта. Следующий сингл, «Feel the Light», записанный Дженнифер Лопес, был выпущен 25 февраля 2015 года через iTunes Store.

### Саундтрек
В нём представлены песни, записанные Rihanna, Clarence Coffee Jr., Kiesza, Charli XCX, Завод Джейкоба и Jennifer Lopez. Он был выпущен 23 марта 2015 года через Уэстбери-роуд и Roc Nation. После объявления о том, что Рианна будет сниматься в фильме, выяснилось, что она выпустит концептуальный альбом, основанный на анимационном фильме. Являясь исполнительным продюсером саундтрека, она призвала различных артистов выступить на альбоме. Рианна «Towards the Sun» и Дженнифер Лопес «Feel the Light» были выпущены в качестве синглов для продвижения альбома.

#### Список композиций
| №                   | Название                                       | Автор(ы)                                                                                      | Продюсер(ы)                       | Длительность |
| ------------------- | ---------------------------------------------- | --------------------------------------------------------------------------------------------- | --------------------------------- | ------------ |
| 1.                  | «Towards the Sun» (performed by Rihanna)       | Tiago Carvalho Gary Go Robyn Fenty                                                            | Tiago Gary Go [a] Kuk Harrell [b] | 4:33         |
| 2.                  | «Run to Me» (performed by Clarence Coffee Jr.) | Jonathan Yip Ray Romulus Jeremy Reeves Ray Charles McCulloch II Coffee Jr.                    | Stereotypes                       | 4:14         |
| 3.                  | «Cannonball» (performed by Kiesza)             | Tor Erik Hermansen Mikkel Storleer Eriksen Kiesa Rae Ellestad Benjamin Eli Hanna Emile Haynie | Stargate Haynie [a]               | 3:57         |
| 4.                  | «As Real as You and Me» (performed by Rihanna) | Rodney "Darkchild" Jerkins Alicia Renee Williams Fenty                                        | Darkchild Paul Dawson Harrell [b] | 3:40         |
| 5.                  | «Red Balloon» (performed by Charli XCX)        | Hermansen Eriksen Charlotte Aitchison Magnus Høiberg                                          | Stargate                          | 3:26         |
| 6.                  | «Dancing in the Dark» (performed by Rihanna)   | Hermansen Eriksen Ester Dean Maureen Anne McDonald Fenty                                      | Stargate Harrell [b]              | 3:43         |
| 7.                  | «Drop That» (performed by Jacob Plant)         | Plant Fenty                                                                                   | Plant                             | 4:17         |
| 8.                  | «Feel the Light» (performed by Jennifer Lopez) | Hermansen Erikson Ellestad Haynie                                                             | Stargate Haynie [a]               | 4:51         |
| Общая длительность: | Общая длительность:                            | Общая длительность:                                                                           | Общая длительность:               | 32:41        |